# بولشوستيكينسكوي
بولشيوستيكينسكويي (بالروسية: Большеустьикинское) هي مدينة في جمهورية باشكورتوستان في روسيا.